# Capitolias

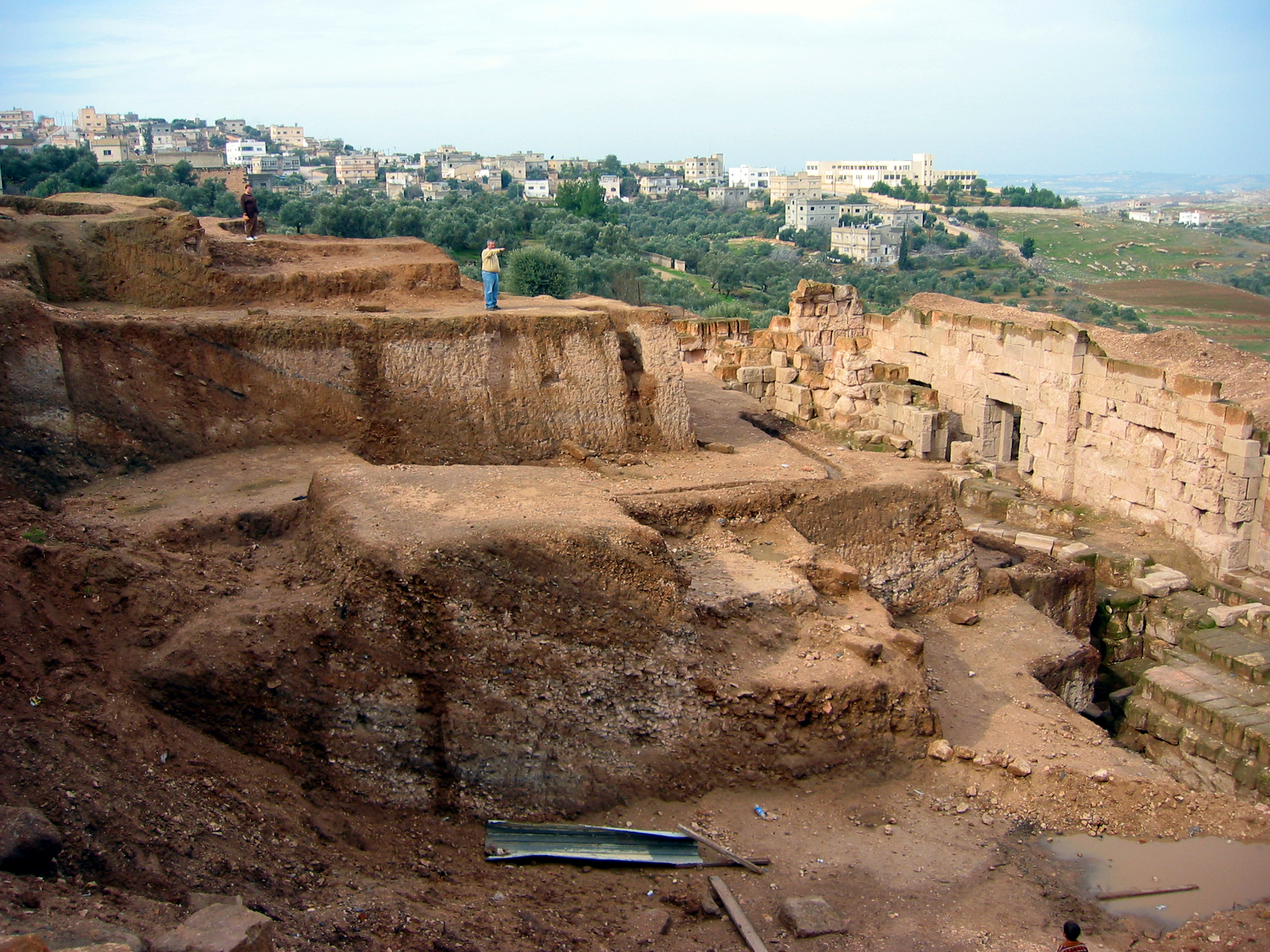
Teatro de Capitolias con Beit Ras al fondo.

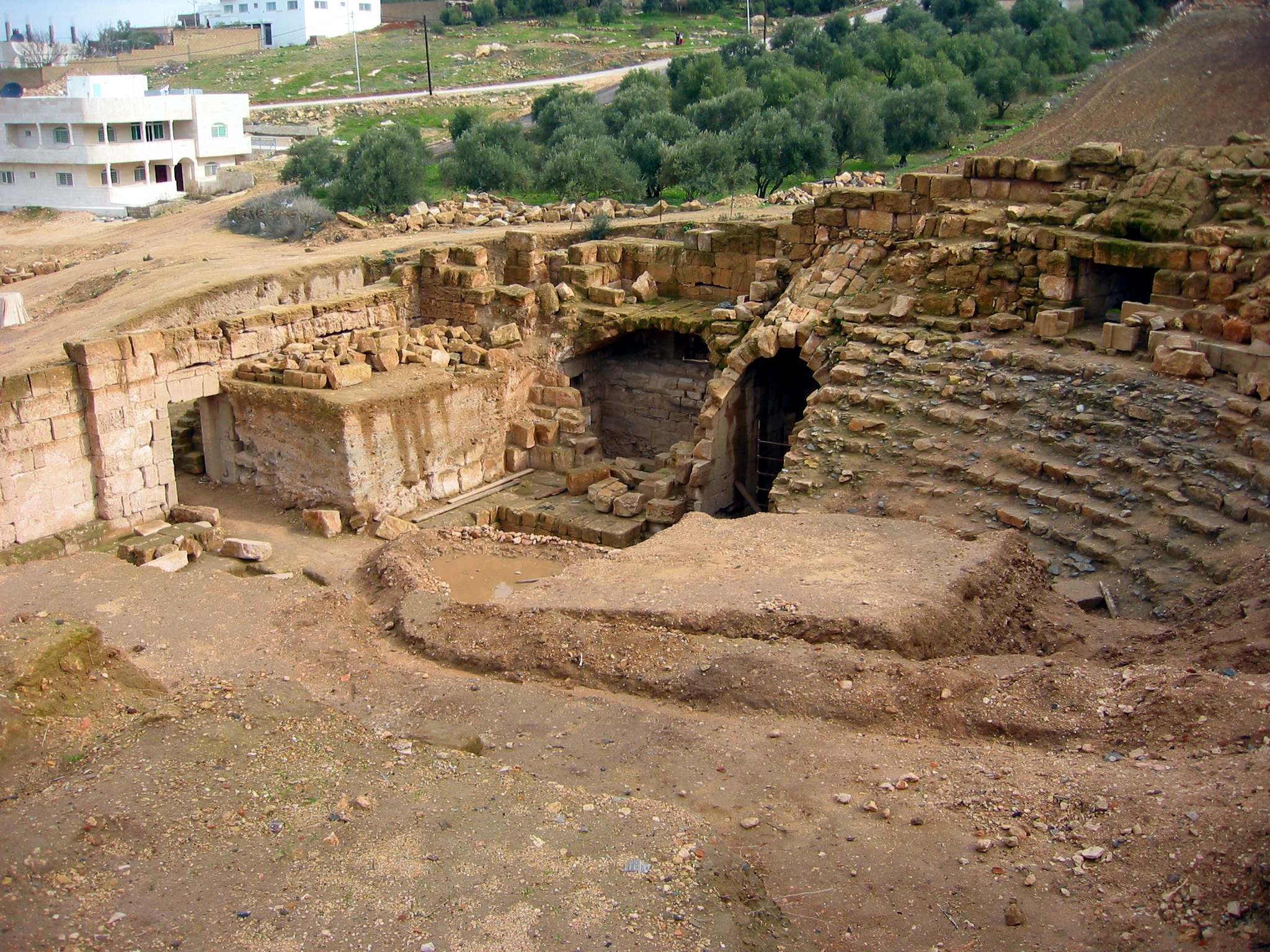
Teatro de Capitolias.

Capitolias (en griego: Καπιτωλιας, Kapitolias) fue una antigua ciudad al este del río Jordán, identificada con la actual aldea de Beit Ras en la gobernación de Irbid en el norte de Jordania.
La tabla de Peutinger la situaba entre Gadara y Adraha (Daraa), a unos 26 kilómetros de cada una, y en el Itinerario de Antonino estaba a 58 kilómetros de Neve.
El nombre árabe, Beit Ras, conserva el nombre arameo, Bet Reisha, mencionado en el Talmud del siglo VI.

## Historia
Capitolias es una de las diez ciudades de la Decápolis enumeradas por Plinio el Viejo. Esta región incluía ciudades helenizadas dotadas de instituciones de estilo griego aunque pertenecían al Imperio Romano. Hay muchas fuentes primarias, incluyendo la de Plinio que enumeran diferentes ciudades de la Decápolis.
Capitolias fue fundada como una ciudad romana planeada, quizás con propósito militar, bajo Nerva o Trajano en el 97 o 98. Esta fecha proviene de las monedas que fueron acuñadas en la ciudad. Sus inscripciones muestran que los ciudadanos locales sirvieron en el ejército romano. La ciudad estaba rodeada por una muralla construida en el siglo II con una superficie de 12.5 u 8 hectáreas según fuentes.
Se llamaba así en honor de Júpiter Capitolino. La ciudad tuvo un asentamiento exitoso y creció en importancia durante las eras romanas y bizantinas. Capitolias también tuvo cierta importancia en el período islámico temprano de los Omeyas.
En el reordenamiento asociado con la creación de la provincia romana de Arabia en el 106, Capitolias llegó a formar parte de la provincia de Palestina Secunda, cuya capital era Scythopolis. También es mencionada por muchos geógrafos, incluyendo Hierocles y Jorge de Chipre en los siglos VI y VII.

## Arqueología
La muralla de la ciudad, con tres puertas orientadas al norte, todavía puede ser rastreada en la superficie. Otros restos incluyen un templo de la Tríada Capitolina, un mercado de tres pisos, una calle columnada, una iglesia del siglo V que fue convertida en mezquita en el siglo VIII, un acueducto, embalses, cementerio militar romano y caminos pavimentados. Aunque ha sido excavado, los restos son escasos, destacando los del teatro de estilo romano.
Aunque Capitolias fue excavada por primera vez en los años 1960s, el trabajo arqueológico sistemático comenzó a principios de los años ochenta y ha continuado.
Parece que los ciudadanos de Capitolias querían parecer muy griegos pues en una tumba de una familia del siglo II se descubrió que aunque el difunto había adoptado nombres latinos, también tenía pinturas de estilo griego con una escena de la guerra de Troya con Aquiles arrastrando el cuerpo de Héctor.
En la ciudad se han descubierto grandes cantidades de fragmentos de vidrio, datados entre los siglos III-V. Investigaciones posteriores han demostrado que grandes trozos macizos de vidrio fueron producidos en la zona costera levantina y llevados a Capitolias para una producción secundaria. Parece que durante las eras romana tardía y bizantina temprana, Capitolias fue un centro principal para la producción secundaria de vidrio en Jordania.
En 2016 se descubrió en la ladera de una colina un hipogeo con dos cámaras funerarias pintadas con frescos de escenas mitológicas y de la vida cotidiana con trabajos agrícolas y de la sociedad de la época y un sarcófago de basalto con dos cabezas de león. Las campañas de 2017 y 2018, han permitido estudiar y profundizar esta tumba romana del siglo II que contiene en su sala mayor alrededor de 260 figuras entre dioses, humanos y animales, organizadas en torno a un sacrificio ofrecido a las deidades tutelares de Capitolias y Cesárea Marítima. También se aprecia la construcción de una muralla con personajes que recuerdan a arquitectos o capataces junto a trabajadores que transportan materiales en camello o en burro, además de canteros y albañiles. Destacan por su importancia 60 raras inscripciones en arameo usando caracteres griegos que están encerrados en esas especies de burbujas para envolver los textos en los cómics modernos. Esta iconografía en su conjunto, parece ilustrar la fundación de Capitolias previa consulta a los dioses en la elección del sitio y el proceso de su construcción.

## Obispado
Los obispos de Capitolias son mencionan en diferentes documentos:
- Antíoco, que estuvo en el Primer Concilio de Nicea en 325.
- Ananías, que tomó parte en el Concilio de Calcedonia en 451.
- Bassus (Baso) que es mencionado en 518.
- Se mencionan dos obispos con el nombre de Teodosio, uno en 536 y el otro en 600.

Pedro de Capitolias que fue martirizado bajo el dominio musulmán según Lequien y Gams es considerado otro obispo de Capitolias, pero otras fuentes lo describen como un simple sacerdote.
En el siglo XII la sede era un arzobispado independiente, como se desprende de una Notitia Episcopatuum de esa época. Ya no es un obispado propiamente dicho. Ahora, Capitolias es para la Iglesia católica una sede titular (en latín: Dioecesis Capitoliensis).